# Sandra Rübesam
Sandra Rübesam (* 10. Februar 1988) ist eine ehemalige deutsche Mountainbikerin, die im Downhill aktiv war.

## Werdegang
Ihre ersten sportlichen Erfolge im Downhill erzielte Rübesam auf nationaler Ebene. 2007 stand sie als Dritte erstmals auf dem Podium der Deutschen Mountainbike-Meisterschaften. Bis 2020 wurden es insgesamt 12 Podiumsplatzierungen im Downhill, 2015 und 2016 wurde sie Deutsche Meisterin. Zudem wurde sie 2016 Vizemeisterin im MTB-Enduro. Im IXS German Downhill Cup bzw. IXS Downhill Cup konnte sie im Verlauf ihrer Karriere mehrere Siege einfahren.
Von 2016 bis 2020 startete Rübesam regelmäßig im UCI-Mountainbike-Weltcup. Ihre besten Weltcup-Platzierungen waren ein jeweils 9. Platz 2016 in Leogang und 2019 in Maribor, bei den UCI-Mountainbike-Weltmeisterschaften Platz 10 im Jahr 2020.

## Erfolge
2015
- Deutsche Meisterin – Downhill

2016
- Deutsche Meisterin – Downhill

2019
- ein Erfolg iXS Downhill Cup

2020
- ein Erfolg iXS Downhill Cup